# Snake agent
(da Snake Agent)
Snake Agent è il protagonista dell'omonima serie a fumetti ideato da Stefano Tamburini. La serie pubblicata dal 1980 al 1984 su Frigidaire si proponeva come una nuova forma ibrida di fare fumetto che sfidava quella consueta e consolidata. In questo fumetto «fatto a macchina», il creatore e "anonimo macchinista" Tamburini eludeva così del tutto la pratica del disegno e la figura stessa del disegnatore sperimentando un innovativo metodo di espressione grafica. «Un fumetto "cannibale" nel vero senso della parola, nutrendosi come faceva di un'altra serie a fumetto, Snake Agent è probabilmente la creazione più "postmoderna" di tutte le creazioni del gruppo di Frigidaire, favorendo la manipolazione del materiale preesistente alla superstizione della creazione originale, della performance all'opera finita e del grottesco al romantico». 

## Genesi del personaggio
La fotocopiatrice come concetto e mezzo di produzione seriale fu un elemento fondamentale per l'estetica e grafica di Tamburini. Nel 1978 concepiva Ranxerox come un androide costruito con pezzi di una fotocopiatrice, e due anni più tardi, sempre dalla fotocopiatrice avrebbe dato alla luce un nuovo personaggio. Il personaggio ancora abbozzato e con un diverso nome (Marthino Rhehinfresco), esordisce nella rivista "Il Male" n.16 del 1980 per poi approdare nella sua forma definitiva su Frigidaire (n.2) nel dicembre dello stesso anno. 
Per la creazione di Snake Agent, all'insegna di una vena apertamente citazionista, Tamburini parte dalle tavole originali degli anni ’40 di un fumetto di spionaggio Secret Agent X-9 disegnate da Mel Graff. Stravolgendo il carattere d'origine ne inventa uno tutto suo ritagliando i disegni originali, fotocopiandoli, ri-assemblandoli con un sapiente collage e deformandoli ancora trascinando il foglio sulla lastra della fotocopiatrice in corso di stampa. «Il vero aspetto interessante dell’opera stava nel processo di de-umanizzazione del lavoro creativo» e infatti, il vero autore dell'opera, chi ne disegnava i tratti caratterizzanti del personaggio non era più né Mel Graff né Tamburini ma una fredda macchina Xerox. Così, da una spy-story minore in fumetto Stefano Tamburini ne ricavava un autentico capolavoro, unico nel suo genere in Italia e all'estero. Andando concettualmente oltre il riciclare, il servirsi di, in direzione opposta al copiare, egli si dimostrava genuinamente originale proprio facendo uso ed abuso di quanto già creato da altri.
In Snake Agent si fonde una certa predilezione per l'estetica punk di Tamburini e l'uso non convenzionale di un mezzo economico come la fotocopiatrice ed il collage. In questo senso l'opera diventa un'operazione concettuale neo-dada e pop-art dove la base di partenza è un Ready-made che viene svuotato del suo senso originale e al quale «l'autore conferisce un nuovo significato per straniamento». Precedenti di tale uso della fotocopiatrice si possono trovare nell'arte grafica anni '70 che fece grande uso della nuova macchina fotocopiatrice Rank Xerox e in particolare nelle Xerografie di Bruno Munari di quegli anni dall'evidente sapore futurista nella rappresentazione della velocità. Tamburini, tra l'altro, era un ammiratore dell sue "Macchine Inutili".
L'attitudine di Stefano Tamburini all'appropriazione e détournament di materiale preesistente, precedente a Snake Agent, è stata attuata nelle pagine di Cannibale con la serie Yorga, un fumetto italiano tarzanide ("Yorga, il dominatore della giungla", 1945) che venne stravolto "migliorato" come testimonia Filippo Scozzari. Sempre Scozzari racconta l'aneddoto di un Tamburini ventenne che per racimolare qualche soldo, nel 1974/75, «riuscì a truffare un editore di figurine, vendendogli a caro prezzo una serie di disegni per una storia Western, disegni ottenuti tutti riciclando una quantità infinita di vignette da altri giornalini» (Tamburini Monografia, Flit Comics, 1998). L'intenzione era quella di prendere il mediocre "vecchio fumetto d'annata", renderlo proprio e usarlo a fini ben superiori di quelli iniziali. Tutti i riferimenti e materiali contenuti nel suo lavoro sull'objet trouvé riflettono un'ampia cultura, grande passione per le arti, e una lucida creatività che non scadeva mai in una banalissima azione di plagio o "truffa" ai danni degli autori precedenti. Vedere quest'opera come un mero espediente fumettistico è decisamente riduttivo visto la sua densa stratificazione concettuale, nutrita a pieno dal linguaggio citazionista della pop art, e di quello in fumetti in particolare come nel caso di Liechtenstein,  estremizzandolo e rendendolo attuale al momento artistico degli anni 80.
 
La serie viene abbandonata nel 1984. Lui la ricordava così (con qualche voluta incongruenza) : "Snake Agent fu il primo tentativo di fumetto dove la figura del disegnatore risultasse completamento obsoleta. Il personaggio pubblicato nel 1983 sul quotidiano per disagiati mentali "Cannibale" ad opera di una fotocopiatrice XEROX 3107 e di un anonimo macchinista, fu abbandonato nel 1985 con l'avvento della guerra, quando l'autore e la macchina partirono volontari entusiasti. Ve lo presentiamo oggi come "campione culturale" di un'epoca in sfascio» (Strisce giornaliere dal 1° al 17 dicembre 1985). 
Le tavole furono principalmente in bianco e nero a parte una virata a colori apparsa nel nr.38 di Frigidaire del gennaio 1984.

## Tecnica e realizzazione
Forbici, bianchetto, colla, fotocopiatrice e delle vignette vecchie degli anni 40 sono gli ingredienti che in mano a Tamburni diventano una forma di espressione meta-fumettistica e propriamente artistica. «Con l’ausilio di una fotocopiatrice, smonta, rimonta e rismonta, risequenzia, mescola con immagini fotografiche, sgrana e sbava – e in genere disfa a piacimento alla ricerca del miglior effetto grafico- le strisce dell’Agente Segreto X 9 realizzate da Mel Graff». Dagli anni 80, Stefano Tamburini abbandonò quasi del tutto la pratica del disegnatore e si concentrò nell'ossessiva esplorazione delle nuove possibilità e automatismi offerte da nuovi mezzi espressivi dati dalla fotocopiatrice e il collage. 
Per Snake Agent, il suo esperimento di avanguardia fumettistica più riuscito, Tamburini usava la fotocopiatrice Rank XEROX 3107 per moltiplicare, distorcere, "stirare" e dare nuovo dinamismo al personaggio della serie di partenza nonché operare un détournement totale del soggetto. Cancellato col bianchetto il lettering originale, le strisce esistenti de-costruite dalla riproduzione in movimento nella fotocopiatrice, venivano ri-assemblate seguendo un ordine narrativo assurdo e surreale dell'agente supersonico che consumava storie folli e impossibili (quanto improbabili) alla velocità della luce. Il detective Snake, mai definito e dalla morfologia sfuggente, è concepito sulla base della velocità ed è rappresentato in perenne stato di movimento attraverso la fotocopia strisciata sul vetro della macchina delle vecchie strisce di Secret Agent X-9. Non essendo un abilissimo disegnatore, Tamburini escogitò questo metodo per eludere le sue lacune e per velocizzare i tempi di produzione delle tavole. L'uso che ne fece però non era fine a se stesso, ma pertinente al carattere del personaggio e le sue trame. Il  "mosso" della fotocopia assecondava non soltanto il leitmotiv ipercinetico del protagonista ma diventava così un'intelligente soluzione grafica che faceva da legante alle storie, intrecciando una con l'altra le strisce del fumetto. D'altra parte però lui stesso dichiarava che la manipolazione delle immagini via fotocopia era un processo intenzionale e difficoltoso: spesso ci volevano più di venti prove per un singolo pannello per raggiungere l'effetto voluto.

## Apparizioni su Frigidaire
Tamburini lavora su Snake Agent in due fasi, la prima nel 1980/81 dove il personaggio e le tavole sono in bianco e nero, per poi essere ripreso nel 1984 in altri 3 numeri a colori. Le sue storie appaiono nei seguenti numeri di Frigidaire: 
- n.2 del dicembre 1980 (5 tavole b/n)
- n.8/9 "L'evasione di Ronnie la belva", luglio/agosto 1981 (1 tavola di copertina b/n + 5 tavole b/n)
- n.13 "Complotto Nazista!", dicembre 1981 (6 tavole b/n)
- n.38 "1984", gennaio 1984 (6 tavole a colori)
- n.40 "Snake Agent contro Mr. Szigeti", marzo 1984 (1 tavola di copertina a colori + 5 tavole b/n)
- n.43 "Rap●pa●loo" a sangue Mix, giugno 1984 (6 tavole b/n)

## Riedizioni integrali
- Stefano Tamburini – Muscles – Antologia 1980/1984 (Primo Carnera, 1984)
- Stefano Tamburini – Snake Agent (Coniglio Editore, 2005)
- Stefano Tamburini – Muscoli e Forbici (Coconino Press, 2017)
- Stefano Tamburini – TuttoTamburo #6 Xerofumetti e Vari Scritti (Muscles Edizioni Undergorund, 2021)